# Davide Santorsola
Davide Santorsola (Andria, 8 maggio 1961 – Bisceglie, 12 dicembre 2014) è stato un pianista e compositore italiano.

## Biografia
Pianista jazz, compositore e didatta.
Autodidatta dall'età di otto anni, agli inizi degli anni '80 compie gli studi di pianoforte. Dal 1985 al 1990 frequenta i corsi nazionali di perfezionamento "Siena Jazz" tenuti dal M° Franco D'Andrea ed i Corsi Internazionali d'Alto Perfezionamento presso l'Accademia Musicale Pescarese tenuti dal M° Enrico Pieranunzi. Nel 1991 consegue la laurea in Discipline delle Arti, della Musica e dello Spettacolo presso l'Università di Bologna.
Nel 1985 forma un trio a suo nome con il contrabbassista Maurizio Quintavalle ed il batterista Mimmo Campanale.
Collabora con: Phil Woods, Lee Konitz, Urbie Green, Benny Golson, Luis Agudo, Dave Liebman, Bobby Watson, Kiyoto Fujiwara, Roberto Ottaviano, Pino Minafra, Guy Barker, Maurizio Giammarco, Maria Pia De Vito, Tiziana Ghiglioni, Marcello Rosa, Gianni Basso, Franco Cerri, Gianni Coscia, Furio Di Castri, Paolino Dalla Porta, Guido Di Leone, Michele Di Monte e numerosi altri musicisti ancora.
Tra i diversi festival e rassegne internazionali nei quali è ospite si ricordano: Steinway & Sons Hall Recital, New York University Fest e Ellington's House Jazz Recital (1996); Jatsugatake Jazz Street Fest, Fukuoka Blue Note, Nagoya Blue Note, Tokyo Akasaka Jazz B flat in Giappone (2004).
Ha tenuto concerti sia in Italia sia all'estero, in particolare in Giappone, ed era docente di Pianoforte Jazz nei Corsi Superiori di Diploma Accademico presso il conservatorio "N. Piccinni" di Bari.
Da tempo sofferente di un tumore polmonare che lentamente lo aveva debilitato, è morto la sera del 12 dicembre 2014 all'ospedale di Bisceglie a soli 53 anni.

## Riconoscimenti
- 1996 - International Piano Competition Ibla Grand Prize, First Prize Jazz Section G. Gershwin Award

## Discografia

### Come leader
- 2012 - Horizon
- 2009 - Stainless
- 2005 - Sonority Solo piano
- 2004 - Rhythm And Changes (recensione)
- 1998 - To Bill Evans (with Lee Konitz)
- 1996 - Be Tune (with Phil Woods)
- 1994 - Tambor Sagrado
- 1991 - Broceliande, Fairy Tales
- 1989 - Quiet

### Come sideman
- 2004 - Kiyoto Fujiwara with Shunsuke Fuke, Davide Santorsola - Mattinata
- 2004 - Jazz Club Trio - Standards Collections
- 2004 - Alex Milella - Light Shades
- 1998 - Paola Arnesano - Words On Piano
- 1997 - Street Jazz Unit - Seein' The Light
- 1996 - Ibla - The Grand Prize Collection Vol. I
- 1994 - Maurizio Quintavalle - Out Of Perspective
- 1993 - AA.VV. - New Age Music, Snow Sampler
- 1992 - AA.VV. - Les Folies Art Sampler, Blue Moon
- 1991 - AA.VV. - New Age Music, Aria Sampler

## Videografia
- 1993 - AA.VV. - New Age Television, Davide Santorsola The Silent Valley